# Крымские землетрясения

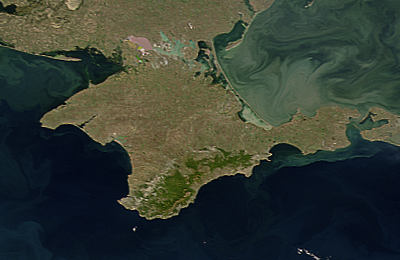
Полуостров Крым

Крымские землетрясения — землетрясения на Крымском полуострове. В Крыму с IV в. до н. э. до настоящего времени произошло 77 сильных землетрясений.

## Крупнейшие крымские землетрясения
- Землетрясение 1341 года, когда водами Чёрного моря была затоплена часть суши.
- В конце XV века, когда землетрясение обрушило гору и крепость у Ялтинского мыса, и запустение в Ялте длилось 70 лет.
- Землетрясение 30 сентября 1869 года с эпицентром в районе Судака, силой 7-8 баллов, которое охватило весь Крым, при этом в Судаке и Таракташе были повреждены и разрушены многие постройки.
- Землетрясение 25 июля 1875 года (силой 7-8 баллов), с эпицентром вблизи Севастополя, вызвало в нём повреждение домов, трещины в инкерманских маяках и в куполе церкви Георгиевского монастыря.

## Причины
Большинство эпицентров крымских землетрясений находится в Чёрном море на участке между Ялтой и Гурзуфом.
Очаги землетрясений находятся преимущественно на удалении от берега в 10-40 км, они сосредоточены в крутой части склона черноморской впадины на глубинах между 200 и 2000 м. Большинство эпицентров заключено между материковой отмелью и плоским дном глубоководной впадины Чёрного моря.
Поднятие Крымских гор связано с пододвиганием под их основание дна Чёрного моря. Переработка пород передовой части плиты Чёрного моря в шовной зоне образовала целую цепочку интрузивных тел. Это горы Пиляки, Аю-Даг, Шарха, Кастель и другие. Самая мощная катастрофа взорвала вулкан Карадаг[когда?]

.
Вторая линия мощного широтного разлома прошла по линии Бахчисарай — Симферополь, где также произошло множество интрузий. Теперь там в многочисленных карьерах можно видеть магматические породы.
На Керченском полуострове мощные тектонические движение привели к тому, что в разломы провалились органические материалы — остатки лесов или болот, озёрный ил. Их брожение продолжается на огромной глубине, а жидкая грязь выбрасывается через очень своеобразные грязевые вулканы.
Граница материковой отмели и крутого склона морской впадины представляет собой место соприкосновения участков земной коры, испытывающих противоположно направленные современные вертикальные движения. Они идут неравномерно, сопровождаются толчками, то есть землетрясениями.
На территории Крымского полуострова проявляются землетрясения и с очагами, удалёнными от него на многие сотни, а то и тысячи километров. Например, разрушительные землетрясения последних десятилетий и лет в Румынии, Турции, Ираке докатываются до Крыма и дают себя знать толчками силой в 2-4 балла. Это приводит к качанию люстр и дрожанию посуды.

## История

### Античность и Средневековье
Возможно, наиболее ранним письменным упоминанием землетрясений на территории Крыма является фрагмент книги «Против язычников» историка V века н. э. Павла Орозия, в котором он говорит о землетрясении, произошедшем во времена правления Митридата VI Евпатора (63 до н. э.): «В то время, когда Митридат справлял на Боспоре праздник Цереры, внезапно случилось столь сильное землетрясение, что за ним последовали ужасные разрушения городов и полей», с этим событием связывают повреждения каменных построек в Пантикапее — столице Боспорского царства и в его городах (Нимфей, Китей, Порфмий) датированные I веком до н. э.. Вместе с тем, в настоящее время локализация этого землетрясения поставлена под сомнение, так как Орозий указывает не место, а время землетрясения — а в это же время в источниках зафиксировано землетрясение в Сирии, входившей в то время в состав царства Митридата.
Описана и катастрофа 480 года нашей эры. Она произошла примерно в сентябре-октябре и продолжалась примерно 40 дней. Событие известно из дошедшей до нас надписи в Херсонесе, который претерпел большие разрушения.
Известны землетрясения 1292 года, 1471 года.
Византийский историк Никифор Григора свидетельствует о землетрясении 1341 года, когда «свирепствующее море выступило из своих берегов на десять вёрст и причинило вред неописанный» Константинополю, а также «досязало [достигло] Крыма».

### Записки естествоиспытателей Российской империи
П. Паллас описывает землетрясения 1790 и 1793 годов.
О землетрясении 1802 года оставил подробные свидетельства П. Сумароков, наблюдавший его в Севастополе. Сила землетрясения составляла 6 баллов.
Большой паникой населения не только на Южном Берегу, но и в Симферополе сопровождалось ночное землетрясение 1838 года.
30 сентября 1869 года датируется сильное землетрясение с эпицентром возле Фороса, которое описал В. Кондараки. По его словам, колебания земли привели даже к разрушению весьма сейсмостойких генуэзских построек. От сильного гула и сотрясения земли население было объято паникой.
По одним источникам землетрясение 13 июля 1875 года было несильным, по другим — его сила составляла до 7—8 баллов.
Есть данные о январском землетрясении 1902 года.
Документы таврического губернатора свидетельствуют о землетрясении 18 мая 1908 года, другие источники — о толчках силой 5—6 баллов 24 октября 1908 года.
Воспоминания о землетрясении 26 декабря 1919 года свидетельствуют о большой разрушительной силе — был шторм необычайной силы, отмечаются разрушения в Ялтинском порту, повреждения телеграфной сети.

### Ялтинские землетрясения 1927
Самые известные и самые разрушительные землетрясения случились в 1927 году. Первое из них произошло днем 26 июня.
Сила землетрясения 26 июня составила на Южном берегу 6 баллов. Оно не вызвало сколько-нибудь серьёзных разрушений и жертв, однако в результате возникшей в некоторых местах паники не обошлось без пострадавших.
Уже во время самого землетрясения рыбаки, находившиеся 26 июня 1927 г. в 13:21 в море, отметили необычное волнение: при совершенно тихой и ясной погоде на воде образовалась мелкая зыбь и море как бы кипело. До землетрясения оно оставалось совершенно тихим и спокойным, а во время толчков послышался сильный шум. Те, кто в это время купался и нырял, были оглушены подводным грохотом. Глубина моря здесь заведомо составляла не менее нескольких десятков метров, и эти явления должны были отражать колебания дна моря или бурные эманации из глубин.
Очаговая область землетрясения располагалась под дном моря, к югу от поселков Форос и Мшатка и, вероятно, вытягивалась поперек берега. За два часа до начала землетрясения в заливе между Аю-Дагом и мысом Плака, примерно в 40 м от берега, появилась длинная полоса пены, которая через несколько минут исчезла. При этом море, как свидетельствовали очевидцы, оставалось спокойным. Несомненно, на дне и в толще вод уже возникли возмущения, а этот район расположен в 30 км северо-восточнее ближайшего края зоны, где произойдут самые большие сотрясения. Следовательно, процессы подготовки этого землетрясения охватили область не менее чем в два раза большую, чем та, в которой находился очаг.
Как свидетельствуют очевидцы, после июньских толчков весь транспорт из Крыма был переполнен испуганными туристами, которые сразу же сорвались с места и возвращались домой. Несколько человек получили ушибы и ранения, погибших не было. Большие обвалы были в окрестностях Севастополя, в домах появились трещины, пострадали здания почты и одной из церквей. По сообщениям газет, общая сумма убытков превышала миллион рублей.
Землетрясение в ночь с 11 на 12 сентября 1927 года было значительно сильнее и вызвало настоящую катастрофу — были погибшие (3 человека), раненые (65 человек), огромные разрушения. Очаг землетрясения располагался под морским дном, южнее Ялты, и был вытянут вдоль побережья. В эпицентре сила, по-видимому, достигала 9 баллов.
Первые признаки землетрясения стали проявляться уже около 8 часов вечера. Животные заметно беспокоились и отказывались от корма. Лошади тревожно ржали и срывались с коновязей, беспрерывно мычали коровы, собаки и кошки жались к своим хозяевам.
Отправившиеся на ночной лов рыбаки слышали гул на море между Алуштой и Судаком. Необычное при совершенно тихой погоде волнение в виде мелкой зыби, внешне похожее на «кипение моря», заставило даже самых храбрых вернуться на берег. Ровно в полночь по всему побережью завыли собаки. Через 15 минут сильный грохот оборвал этот вой. Земля колебалась. В домах лопались стекла, отваливалась штукатурка, трещали полы и потолки, грохотали железные листы на крышах, падали дымовые трубы. Люди проснулись. Из раскрытых окон раздавались вопли. За первым толчком, длившимся не более 10 секунд, последовал второй. Все бросились бежать из домов, у которых падали стены, раскалывались крыши, обрушивались балконы и карнизы. В горах гремели обвалы, море отошло от берега и вновь обрушилось на него бурной волной. Погас свет. Непрекращающиеся толчки, разваливающиеся строения, стоны раненых, массовые истерики и нелепые слухи вызвали необыкновенную панику. В Ялте «паническое настроение, — по словам очевидца Н. В. Кальина, — увеличилось беспокойством животных. Собаки, собравшись со всего города в стаи, особенно перед наступлением сильных толчков, с жалобным воем вылетали из темноты…».
В горах произошли обвалы и оползни, следы которых, как, например, на горе Демерджи, в горах под Судаком, находят и сейчас. В течение 11 часов произошло 27 сильных толчков. Всего за несколько дней было зарегистрировано более 200 толчков. На море под Севастополем появились огромные столбы дыма и огонь. Земля как бы билась в лихорадке. То и дело возникала паника. Сильные разрушения наблюдались и в Симферополе, многие деревни в предгорной и степной части Крыма были превращены в груды развалин. Землетрясение продолжалось несколько дней, даже 15 сентября ещё ощущались его толчки. Тогда Крым покинули все курортники. Большинство воспоминаний об этих днях содержат слова о том, что пережитое ими просто «не поддается описанию».
Наиболее мощные толчки привели к разрушениям построек прибрежной полосы суши от Алушты до Севастополя. В Алуште были повреждены гостиницы и Генуэзская башня, в Алупке — Воронцовский дворец и мечеть. Образовались завалы на шоссе под Ореандой, сильно пострадало село Оползневое, произошли обвалы на горе Кошка. В районе Ялты пострадало 70 % построек, в самом городе были повреждены гостиницы «Россия», «Ялта», жилые дома.